# Loxonia discolor
Loxonia discolor är en tvåhjärtbladig växtart som beskrevs av William Jack. Loxonia discolor ingår i släktet Loxonia och familjen Gesneriaceae. Inga underarter finns listade i Catalogue of Life.